# Bonagrazia de Bologne
Ne pas confondre avec Bonagrazia de Bergame
Bonagrazia de San Giovanni in Persiceto, ou Bonagratia de Bologne, ou Bonagratia de Bolognz, ou Bonagrazia Fielci, est un religieux franciscain élu maître général de l'Ordre des Frères mineurs en 1279, originaire de San Giovanni in Persiceto, et mort à Avignon le 3 octobre 1283.

## Biographie
Le pape Jean XXI employa Jérôme Masci d'Ascoli, ministre général des Franciscains, et Jean de Verceil, maître des Dominicains, comme médiateurs dans la guerre entre Philippe III le Hardi et Alphonse X de Castille. Cette ambassade a occupé les deux supérieurs jusqu'en mars 1279 alors que Jérôme Masci d'Ascoli a été créé au cardinal le 12 mars 1278. Lorsque Jérôme est parti en ambassade auprès des Grecs, il avait nommé Bonagratia pour le représenter au Chapitre général de Padoue en 1276. Le 20 mai 1279, il convoque le Chapitre général d'Assise, au cours duquel Bonagratia est élu ministre général de l'ordre des frères mineurs.
Bonagratia a effectué une députation du chapitre devant le pape Nicolas III , qui séjournait alors à Soriano , et a demandé un cardinal-protecteur. Le pape, qui avait lui-même été protecteur, a nommé son neveu Matteo Orsini. Il a également demandé une définition de la règle de l'Ordre, que le pape, après consultation personnelle des cardinaux et des théologiens de l'Ordre, a publiée dans l'Exiit qui seminat du 14 août 1279. En cela, la renonciation complète de l'Ordre aux biens a de nouveau été confirmé et tous les biens donnés aux frères ont été dévolus au Saint-Siège, à moins que le donateur ne souhaite conserver son titre. Tous les fonds devaient être gardés en fiducie par les nuntii, ou amis spirituels, pour les frères, qui ne pouvaient cependant pas les revendiquer. L'achat de marchandises ne pouvait avoir lieu que par l'intermédiaire de procureurs désignés par le pape ou par le cardinal-protecteur en son nom. Bonagrazia a transmis la bulle pontificale aux différentes provinces franciscaines en l'accompagnant d'une lettre circulaire (A Domino Iesu Christo normam) dans laquelle il souligne le souci d'éviter le scandale et les tensions et recommande la prudence.
La bulle du pape Martin IV Ad fructus uberes (13 décembre 1281) définit les relations des mendiants avec le clergé séculier. Les ordres mendiants étaient depuis longtemps exemptés de la juridiction de l'évêque et jouissaient (par opposition au clergé séculier ) d'une liberté illimitée de prêcher et d'entendre les confessions dans les églises liées à leurs monastères. Cela avait conduit à des frictions sans fin et à des querelles ouvertes entre les deux divisions du clergé et, bien que Martin IV n'accordât aucun nouveau privilège aux mendiants, le conflit éclata désormais avec une violence accrue, principalement en France et d'une manière particulière à Paris. Cette bulle est l'objet principal des discussions dans le chapitre général de l'ordre franciscain tenu à Strasbourg. Il est alors décidé cette liberté accordée avec d'importantes limitations. Dans la circulaire qu'il adresse à la province d'Autriche, Bonagrazia insiste sur le souci d'éviter les tensions avec le clergé diocésain. Parmi les autres sujets de discussion il y a la diffusion de la Summa Theologiae de Thomas d'Aquin dans le studium de Paris. Il est recommandé que cette diffusion soit limitée et surveillée en l'utilisant conjointement avec le commentaire du franciscain anglais Guillaume de La Mare.
Dans la bulle Exultantes du 18 janvier 1283, Martin IV institua le syndici Apostolici. Tel était le nom donné aux personnes nommés par les ministres et les gardiens pour recevoir au nom du Saint-Siège l'aumône donnée aux franciscains et la reverser à leur demande. Cette création a suscité des tensions dans l'Ordre, certains fère règlements étaient nécessaires en raison de la règle de la pauvreté, dont l'observation littérale et inconditionnelle était rendue impossible par la grande expansion de l'Ordre, par sa poursuite de l'apprentissage, et la propriété accumulée des grands cloîtres dans les villes. 
Sous Bonagrazia et ses successeurs immédiats, le mouvement spirituel a éclaté dans la province d'Ancône, sous la direction de Pierre de Macerata, En mai 1283, Bonagrazia réunit une commission de sept théologiens de Paris (quatre maîtres, Dreux de Provins, Jean de Galles, Simon de Lens et Arlotto de Prato, et trois bacheliers, dont Richard de Mediavilla) pour examiner les thèses de Pierre de Jean Olivi.
Le ministère général de l'ordre franciscain de Bonagrazia est marqué par l'intense activité de visites dans les différentes provinces de l'Ordre. En 1282, il est à Vienne en février, à Prague en mars, au chapitre général de Strasbourg en mai et à Cologne, à Neuss en juillet, en Angleterre en août où il préside le chapitre provincial à Londres, à Paris en novembre. En 1283, il visite Paris avant de mourir à Avignon le 3 octobre.

## Source
- (en) Cet article est partiellement ou en totalité issu de l’article de Wikipédia en anglais intitulé « Bonagratia de San Giovanni in Persiceto » (voir la liste des auteurs).